# Vigersted
Vigersted er en landsby på Midtsjælland med 552 indbyggere  (2024). Vigersted er beliggende i Vigersted Sogn tre kilometer sydøst for Ortved, tre kilometer nord for Kværkeby og ni kilometer nordøst for Ringsted. Landsbyen tilhører Ringsted Kommune og er beliggende i Region Sjælland.
Vigersted Kirke ligger i landsbyen.